# Herb Babimostu
Herb Babimostu – jeden z symboli miasta Babimost i gminy Babimost w postaci herbu.

## Wygląd i symbolika
Herb przedstawia dwa skrzyżowane złote klucze na czerwonej tarczy. Wzór ten został wykorzystany również na fladze Babimostu.
Skrzyżowane klucze są symbolem św. Piotra. 

## Historia
Pierwszy raz wizerunek krzyżujących się kluczy pojawił się na XIV wiecznych monetach bitych w Babimoście przez księcia głogowsko-żagańskiego Henryka IV.